# Classe Ondatra
Le unità appartenenti alla classe Ondatra (progetto 1176 Akula secondo la classificazione russa) sono navi da sbarco, in grado di trasportare sia uomini, sia veicoli. Dal punto di vista tecnico, si caratterizzano per il fatto di avere una rampa da sbarco a prua e di non essere provvisti di armamento.
Gli Ondatra trovano solitamente impiego sulle navi da sbarco della classe Ivan Rogov, che ne tengono sempre a bordo un esemplare, utilizzato con funzioni di rimorchiatore nei confronti degli hovercraft classe Lebed. Comunque, i classe Rogov ne possono imbarcare fino ad un massimo di sei.
Complessivamente, ne sono stati costruiti sedici esemplari, due dei quali trasferiti alla marina dello Yemen del Nord. Ne risultano ancora in servizio tre o quattro esemplari nella marina russa.